# 김지웅 (1989년)
김지웅(한국 한자: 金知雄, 1989년 1월 14일 ~ )은 대한민국의 프로 축구 선수이다.

## 클럽 경력
김지웅은 경희대학교 2학년을 마친 후인 2009년 전북 현대 모터스에서 테스트를 받은 후 입단하였다. 입단 초기에는 출전 기회를 잡지 못하였으나, 2010년 7월 14일 울산 현대와의 리그 컵 경기에서 데뷔전을 치렀고, 이 경기에서 1골 1도움을 기록하였다. 2010년 7월 28일 경남과의 리그 컵 준결승전에서도 출전하여 팀의 결승행을 도왔다. 2010년 7월 31일 부산 아이파크전에서 리그 데뷔전을 치렀다. 2010년 9월 23일 알샤바브와의 챔피언스리그 8강 2차전에 출전하였고, 전반 22분 선제골을 넣었다. 이 골로 전북은 1-0 승리를 거두었으나 1, 2차전 합계에서 2-1로 밀려 탈락하였다.
2011년 초 5천만 원의 연봉으로 재계약을 맺었다. 2011년 3월 20일, 부산전에서 리그 데뷔골을 넣었다.
2012년 경남 FC로 이적하였다. 6월 24일 친정 팀인 전북과의 경기에서 득점을 기록한 후 세레머니를 하지 않고 경기 후 전북 서포터즈에게 절을 올리자 일부 경남의 팬들 사이에서 비판의 목소리가 일었다. 이에 공식 홈페이지에 해명 및 사과 글을 올렸다.

## 국가대표 경력
2011년 3월 올림픽 대표팀에 처음으로 차출되었다. 같은 달 27일 중국전에서 첫 경기를 치렀다.